# Bidende stenurt
Bidende Stenurt (Sedum acre) er en 3-6 cm høj urt, der i Danmark er meget almindelig på åben sandbund, stengærder, overdrev og vejkanter. Blade og stængler har en skarp og bitter smag, som skyldes giftige alkaloider. Spisning af planten vil fremkalde ætsningsagtige skader på hud og slimhinder. Frøspredning kan let gøre planten ukrudtsagtig på tør, varm bund.

## Beskrivelse
Bidende Stenurt er en flerårig urt med tæt, pudeagtig vækstform. Dens stængler er stærkt forgrenede, nedliggende og rodslående, men opstigende ved spidserne. Bladene er sukkulente, dvs. at de har vandfyldte celler, som gør dem tykke og opsvulmede. De sidder taglagt, og er ægformede med let tilspidsning. Bladene kan farves rødbrune om efteråret.
Blomsterne er stjerneformede og gule, og de sidder i tætte stande ved spidsen af skuddene. Frugterne er stjerneformede bælgkapsler, som indeholder rigtigt mange, spiredygtige frø.
Størrelsen på planten antager ca. 5 cm × 50 cm i højde × bredde, og den har en årlig tilvækst på omtrent 5 cm × 5 cm. Spredning af skudstykker og frø kan dog øge det dækkede areal betydeligt hurtigere, end den enkelte plante kan klare.
Rodnettet er ganske tyndt og overfladisk.

## Voksested
Den vokser på tørre, solvarme skrænter, sandmarker, i heder og klitter, samt på stengærder over det meste af Europa.
I Danmark er den meget almindelig bortset fra i Vestjylland, hvor den findes hist og her, og findes også i Grønland.